# Félix Ortega Arce

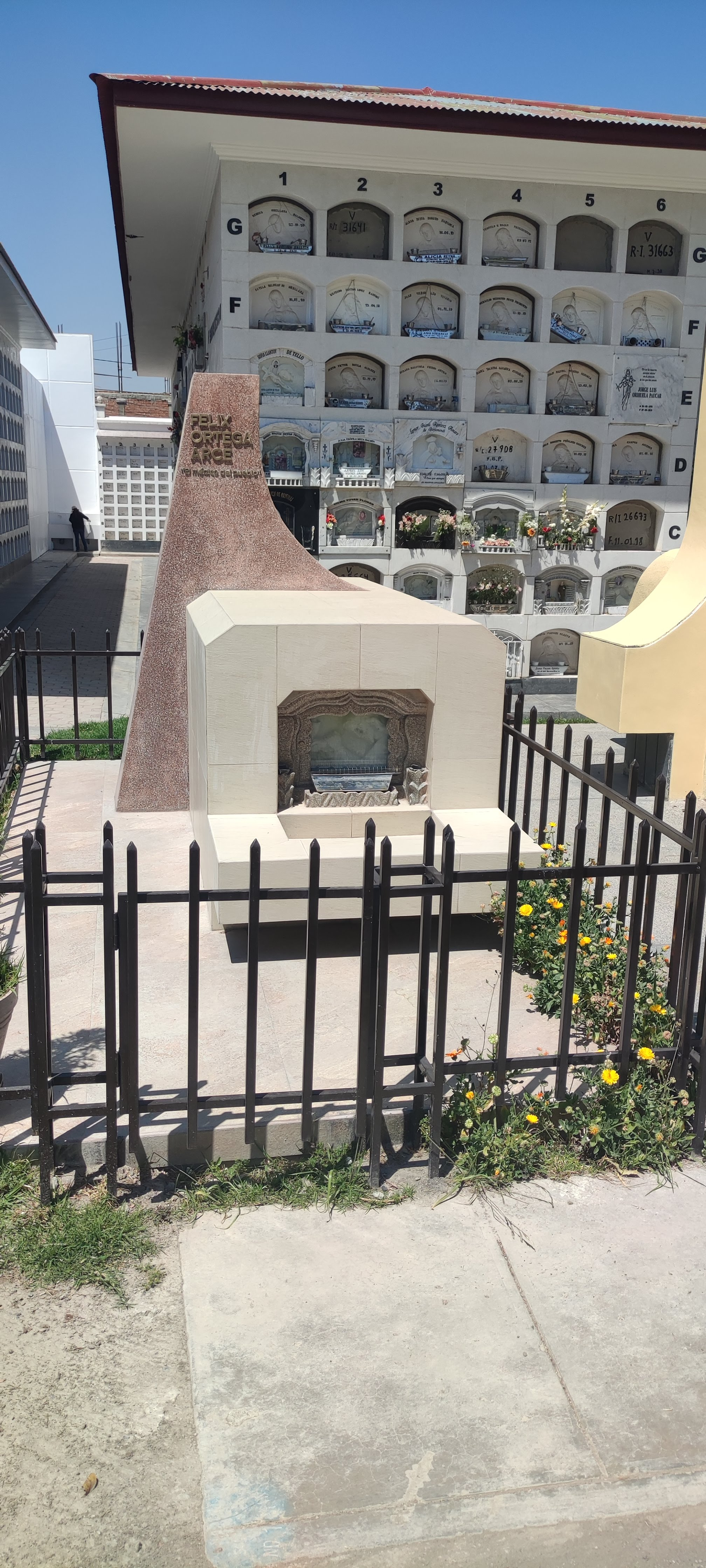
Mausoleo de Félix Ortega en el Cementerio General de Huancayo

Félix Ortega Arce fue un médico y político peruano. Fue alcalde provincial de Huancayo en el periodo de 1967 a 1969. Durante el segundo gobierno de Fernando Belaúnde Terry fue Diputado de la República del Perú por el departamento de Junín y el Partido Aprista Peruano. Fue asesinado por una célula terrorista de la organización Sendero Luminoso en 1987.

## Biografía
Nació en el distrito de Moya, provincia y departamento de Huancavelica. Creció en la ciudad de Huancayo donde cursó sus estudios primarios en la escuela N° 511 y secundarios en la Gran Unidad Escolar Santa Isabel. Viajó a Lima para estudiar medicina humana en la Facultad de Medicina de San Fernando en la Universidad Nacional Mayor de San Marcos. De vuelta a Huancayo ejerció su profesión en un consultorio privado en la calle Real así como en la Clínica Huancayo y el Hospital El Carmen. Posteriormente, en 1972, llegó a fundar la Clínica Ortega en esa ciudad.

## Trayectoria Política
Miembro del Partido Aprista Peruano, inició su participación política en las elecciones de 1963 donde salió elegido regidor provincial de Huancayo por la Coalición APRA-UNO. En las elecciones de 1966, fue candidato a la alcaldía provincial y venció al alcalde Fernando Calmell del Solar quien tentaba la reelección. Luego del gobierno militar, en 1980, se presentó a las elecciones generales como candidato a Diputado por el Partido Aprista y el departamento de Junín obteniendo la representación. En las elecciones generales de 1985 se presentó como candidato a Senador por el mismo partido sin obtener la representación. 
Durante el primer gobierno de Alan García, le fue encargado la presidencia de la CORDE-Junín. Posteriormente se mantuvo como dirigente del Partido Aprista Peruano hasta su muerte.

## Asesinato
A las 7:30 a. m. del domingo 29 de marzo de 1987, luego de tomar desayuno en un restaurante del centro de la ciudad de Huancayo, fue abordado por una célula de la organización terrorista Sendero Luminoso y baleado mientras subía a su automóvil. Recibió seis balazos en el abdomen, cuello y cara. Falleció a bordo de un taxi cuando era trasladado a su clínica.